# 日本文学研究者
日本文学研究者（にほんぶんがくけんきゅうしゃ）は、日本文学を専攻する研究者のこと。「日本文学者」、「国文学者」とも呼ばれる。
国語学者および国学者も併せて参照のこと。

## 一覧

### あ行
あ
- 相磯貞三（和歌）
- 饗庭孝男（近代文学）
- 青木周平（上代文学）
- 青木生子（上代文学）
- 青柳隆志（漢詩、和歌）
- 秋本守英（中古文学）
- 秋本吉徳（上代文学）
- 秋山虔（中古文学）
- 浅野信（俳諧）
- 阿部秋生（中古文学）
- 阿部泰郎（中世文学）
- 天野聡一（近世文学）
- 綾目広治（現代文学）
- 荒木浩（中世文学）
- 荒木優太（近現代文学）
- 安藤靖彦（近代文学）
- 安藤宏（近現代文学）

い
- 伊井春樹（中古文学）
- 飯倉洋一（近世文学）
- 伊狩章（近代文学）
- 池澤一郎（近世文学）
- 池田功（近代詩）
- 池田亀鑑（中古文学）
- 池田利夫（中古文学、日本漢文学）
- 池田弥三郎（民俗学）
- 石井倫子（中世文学）
- 石川巧（近代文学）
- 石川徹（中古文学）
- 石川透（中世文学）
- 石田穣二（中古文学）
- 石原千秋（近代文学）
- 伊豆利彦（近代文学）
- 板坂則子（近世文学）
- 板坂耀子（近世文学）
- 市古貞次（中世文学）
- 一柳廣孝（近現代文学、文化研究）
- 糸井通浩（中古文学）
- 伊東玉美（中世文学）
- 伊藤博（上代文学）
- 稲賀敬二（中古文学）
- 稲垣達郎（近代文学）
- 稲田利徳（中世文学）
- 犬井善壽（中世文学）
- 犬飼公之（上代文学）
- 井上泰至（近世文学）
- 揖斐高（近世文学）
- 今井源衛（中古文学）
- 今西幹一（和歌、近代詩歌）
- 井本農一（俳諧、芭蕉）
- 岩城準太郎（明治文学）
- 岩佐美代子（中古文学）
- 岩坪健（中古文学）
- 岩淵宏子（近代文学、女性文学）
- 岩見照代（ジェンダー論、近代女性文学）

う
- ヴァルド・ヴィリエルモ（近代文学）
- アーサー・ウェイリー（中古文学、アジア文学）
- ヤコバス・ニコラース・ウェスタホーヴェン（近現代文学）
- 上田博（近代文学）
- 上野誠（和歌）
- 上原作和（中古文学）
- 宇佐美毅（近現代文学）
- 浦西和彦（近代文学、書誌学）

え
- 越次倶子（作家論）
- 潁原退蔵（近世文学）
- 江本裕（近世文学）
- 遠藤宏（上代文学）

お
- 大久保典夫（近現代文学）
- 大島信生（上代文学）
- 大橋崇行（近代文学）
- 大屋幸世（近代文学）
- 岡保生（近代文学）
- 岡崎義恵（文芸学）
- 岡田希雄（歌学、説話文学、書誌学）
- 尾形明子（近代文学、ジェンダー論）
- 尾形仂（近世文学、俳諧）
- 岡野裕行（図書館情報学、現代文学）
- 小川剛生（中世歌壇史）
- 小川靖彦（上代文学、書物学）
- 興津要（近世文学）
- 荻原雄一（近現代文学）
- 沖本幸子（中世文学）
- 奥野純一（連歌）
- 小倉斉（近代文学）
- 尾崎知光（古代文学）
- 小澤正明（近代文学）
- 押野武志（近現代文学）
- 小田剛（中世和歌文学）
- 小平麻衣子（近代文学）
- 小田切進（近代文学）
- 越智治雄（近代文学）
- 尾西康充（近現代文学）
- 小野恭靖（歌謡文学）
- 澤瀉久孝（上代文学）
- 尾山篤二郎（短歌）
- ジャン＝ジャック・オリガス（近代文学）
- 折口信夫（上代文学、民俗学）
- 折口春洋 - 在野研究者

### か行
か
- ジュリエット・カーペンター（近現代文学）
- 垣内松三（近現代文学、国語教育）
- 角田敏郎（近代文学）
- 笠原伸夫（近代文学）
- 梶川信行（上代文学）
- 風巻景次郎（中世文学）
- 片岡良一（近世文学、近代文学）
- 門玲子（近世文学）
- 加藤定彦（近世文学）
- 加藤孝男（詩歌）
- 加藤守雄（作家論）
- 角川源義（俳句）
- 金井清光（中世文学）
- 金井景子（近代文学、ジェンダー論）
- 金子明雄（近代文学）
- アダム・カバット（近世文学）
- フィリップ・ガブリエル（近現代文学）
- 神尾暢子（中古文学）
- 神谷忠孝（近代文学）
- 亀井秀雄（プロレタリア文学）
- 柄谷行人（近代文学）
- 川崎賢子（近代文学、近現代演劇）
- 川崎展宏（俳句）
- 川添裕（近世文学、芸能史）
- 河竹繁俊（歌舞伎史）
- 川端善明（中古文学）
- 川平敏文（近世文学）
- 川村晃生（中古文学）
- 菅聡子（近代文学、女性文学）
- 神作研一（近世文学）
- 神田龍身（中古文学）

き
- ドナルド・キーン（文学史）
- 木越治（近世文学）
- 貴志正造（中世文学、説話）
- 北田幸恵（近代文学、ジェンダー論）
- 北村昌幸（中世文学）
- 木股知史（近代文学）
- 木村一信（近現代文学）
- 久曾神昇（上代文学）
- 雲英末雄（俳諧）
- ロバート・キャンベル（近世文学、近代文学）

く
- 釘本久春（中世文学）
- 日下力（中世文学）
- 国東文麿（説話文学）
- 久保朝孝（中古文学）
- 久保木秀夫（中世文学）
- 久保田淳（中世文学、和歌史）
- 窪田空穂（和歌文学）
- 倉田実（中古文学）
- ツベタナ・クリステワ（中古文学、日本文化）
- 黒古一夫（近現代文学）
- 黒田彰（中世文学）
- 桑原博史（中世文学）
- 郡司正勝（歌舞伎）

こ
- 小秋元段（中世文学）
- 紅野謙介（近代文学）
- 紅野敏郎（近代文学）
- 神野志隆光（上代文学）
- 合山林太郎（近世文学）
- 小嶋菜温子（中古文学）
- 小島憲之（上代文学、比較文学）
- 小島孝之（中世文学）
- 小西甚一（中世文学、比較文学）
- 小二田誠二（近世文学）
- 小林健二（中世文学）
- 小林ふみ子（近世文学）
- 小林保治（説話文学、仏教文学）
- 小町谷照彦（中古文学、和歌）
- 小松史生子（近現代文学、推理小説）
- 小峯和明（中世文学）
- 小森陽一（近代文学）
- 五味渕典嗣（近代文学）

### さ行
さ
- 西郷信綱（古代文学）
- 西條勉（古代文学）
- エドワード・G・サイデンステッカー（現代文学）
- 斎藤理生（小説）
- 阪倉篤義（中古文学）
- 桜井好朗（中世文学）
- 佐佐木信綱（和歌）
- 佐佐木幸綱 - 在野研究者
- 佐々醒雪（俳句）
- 里井陸郎（中世文学、謡曲）
- 佐藤泉（近現代文学）
- 佐藤至子（近世文学）
- 佐藤恒雄（中世文学）
- 沢井耐三（中世文学）

し
- 施小煒（近現代文学）
- 塩田良平（近代文学）
- 塩村耕（近世文学）
- 重友毅（近世文学）
- 重松信弘（中古文学）
- 志田延義（古代歌謡）
- 品田悦一（上代文学）
- 信多純一（近世文学）
- 柴佳世乃（中世文学）
- 柴生田稔（短歌）
- 島津忠夫（中世文学）
- 島原泰雄（近世文学）
- 島村輝（近代文学、プロレタリア文学）
- 志村有弘（中世説話、近世芸能、近代文学）
- 下山懋（国語教育）
- 白石良夫（近世文学）
- ハルオ・シラネ（中古文学、中世文学、近世文学）
- ミリアム・シルババーグ（近代文学、近代文化史）
- 真銅正宏（近代文学）

す
- 助川徳是（近代文学）
- 鈴木彰（中世文学）
- 鈴木健一（近世文学）
- 鈴木棠三（近世文学）
- 鈴木知太郎（中古文学、中世文学）
- 鈴木元（中世文学）
- 諏訪春雄（近世文学、芸能史）

せ
- 関良一（近代文学）
- 関礼子（近代文学）
- 関根賢司（中古文学）
- 関根正直（中古文学、近世文学）
- 関根慶子（中古文学）
- 千田憲（上代文学）

### た行
た
- 高木市之助（上代文学）
- 高木信（中世文学、国語教育）
- 高木元（近世文学）
- 高倉一紀（近世文学、書誌学）
- 高柴慎治（近現代文学）
- 高田知波（近代文学）
- 高野辰之（文学史）
- 高野奈未（近世文学）
- 高橋修（近代文学）
- 高橋圭一（近世文学）
- 高橋貞一（中世文学）
- 高橋亨（中古文学）
- 高橋正治（歌物語）
- 高橋広満（近代文学）
- 竹本幹夫（能楽）
- 竹盛天雄（近代文学）
- 田口尚幸（古典文学）
- 武田祐吉（上代文学）
- 田坂憲二（中古文学）
- 田嶋一夫（中世文学）
- 多田一臣（上代文学）
- 辰巳正明（上代文学）
- 田中康二（近世文学）
- 田中貴子（中世文学）
- 棚橋正博（近世文学）
- 谷沢永一（近代文学、書誌学）
- 谷山茂（中古文学）
- 田渕句美子（中世文学）
- ヴァレリー・ダラム（近世文学）

ち
- 千葉俊二（近代文学）

つ
- 塚原鉄雄（中古文学）
- 土屋博映（中古文学）
- 都築久義（近代文学）
- 坪井秀人（近現代文学）

て
- 暉峻康隆（近世文学）

と
- 戸井田道三（能、狂言）
- 東郷克美（近代文学）
- 堂本正樹（演劇）
- 徳田和夫（説話文学）
- 徳田浄（上代文学）
- 徳田武（近世文学）
- 鳥居邦朗（近代文学）

### な行
な
- 内藤明（和歌）
- 内藤茂（和歌）
- 内藤千珠子（近代文学、ジェンダー論）
- 永井和子（中古文学）
- 永井義憲（仏教文学）
- 中川成美（近現代文学）
- 中川照将（中古文学）
- 中川博夫（中世文学）
- 中込重明（近世文学）
- 中島国彦（近代文学）
- 中嶋隆（近世文学）
- 長島弘明（近世文学）
- 永積安明（中世文学）
- 中野三敏（近世文学）
- 中西進（古代文学）
- 中村三春（近代文学、文学理論）
- 中村幸彦（近世文学）
- 中村義雄（絵詞文学）
- 中山昭彦（近現代文学）
- 中山和子（近現代文学、昭和女性文学）

に
- 西尾光一（上代文学、中古文学）
- 西尾実（中世文学、国語教育）
- 錦仁（中世文学）
- 西田耕三（近世文学）
- 西田正好（仏教文学）
- 西田谷洋（近代文学、文学理論）
- 西宮一民（上代文学）

の
- 野口武彦（近世文学、近代文学）
- 延広真治（近世文学）
- 野間光辰（近世文学）
- 野村純一（口承文芸）

### は行
は
- 芳賀徹（近代文学、比較文学）
- 芳賀矢一（古典文学）
- 萩谷朴（中古文学）
- 朴裕河（近代文学、国際日本文学）
- 橋詰静子（近代文学）
- 橋本朝生（狂言）
- 橋本雅之（風土記、神話）
- 長谷川泉（近代文学）
- 長谷川啓（近代文学）
- 長谷川強（近世文学）
- 服部幸雄（歌舞伎）
- 羽鳥徹哉（近代文学）
- 濱田啓介（近世文学）
- 林雅彦（仏教文学、民俗学）
- 原仁司（近代文学）
- ブレット・ド・バリー（近代文学、映画研究）
- 針原孝之（上代文学）
- 半田美永（近代文学）

ひ
- 東茂美（上代文学）
- 樋口芳麻呂（中古文学、中世和歌）
- 久松潜一（上代文学）
- 土方洋一（中古文学）
- 檜谷昭彦（近世文学）
- イルメラ・日地谷・キルシュネライト（近現代文学）
- 日野龍夫（近世文学）
- 日比嘉高（近現代文学）
- 日吉盛幸（上代文学）
- 平岡敏夫（近代文学）
- 平野多恵（中世文学）
- 広末保（近世文学）
- 広瀬正浩（近現代文学、現代文化）

ふ
- フィリップ・フォレスト（戦後文学、私小説）
- 深沢眞二（近世文学）
- 深津睦夫（中世文学）
- 福田晃（説話）
- 福田安典（近世文学）
- 藤井乙男（近世文学）
- 藤井淑禎（近現代文学、大衆文化）
- 藤本寿彦（近代文学）
- 藤本宗利（中古文学）
- 藤本恵（近現代文学、近代詩、女性文学）
- 藤森朋夫（上代、和歌）
- 藤原克巳（日本漢文学）
- 古井戸秀夫（歌舞伎）
- 古橋信孝（上代文学）
- ヘルベルト・プルチョウ（近代文学、文化研究）

ほ
- 北条常久（プロレタリア文学）
- マイケル・K・ボーダッシュ（近現代文学）
- 保昌正夫（近代文学）
- 細谷博（近代文学）
- 堀川貴司（近世文学、書誌学）
- 堀切実（近世文学）

### ま行
ま
- 前田愛（近世文学、近代文学）
- 前田金五郎（近世文学）
- 前田雅之（中古文学、中世文学）
- 牧野和夫（中世文学）
- エドウィン・マクレラン（近代文学）
- 真下三郎（近世文学）
- 益田勝実（古代文学）
- 増田周子（近代文学、書誌学）
- 増淵恒吉（中古文学）
- 松田修（近世文学）
- 松田修 (植物文学者)（古典文学）
- 松村博司（中古文学）日本学士院賞
- 松本幹一（短歌）
- 松本寧至（中世文学）
- 丸山顕徳（古代文学）

み
- 三浦佑之（古代文学）
- 水田宗子（近代文学、ジェンダー論）
- 水原一（中世文学）
- 三角洋一（中古文学）
- 三谷栄一（中古文学）
- 三谷邦明（中古文学）
- 三田村雅子（中古文学）
- 峯村文人（中古文学、中世文学）
- 美濃部重克（説話文学）
- 宮内俊介（作家論）
- 宮内淳子（近代文学）
- 宮本圭造（能楽）
- 三好行雄（近代文学）

む
- 宗像和重（近代文学）
- 村上春樹（中古文学）
- 村松定孝（近代文学）
- 室伏信助（中古文学）

め
- 目崎徳衛（中古文学、文化史）

も
- 物集高量（近代文学）
- 物集高見（国学）
- 百川敬仁（近世文学）
- 森正人（中世文学）
- 森田雅也（近世文学）
- 森本元子（和歌、日記）

### や行
や
- 安川定男（中古文学、近代文学）
- 安森敏隆（近代短歌）
- 柳井貴士（近現代文学、沖縄文学）
- 山内祥史（近現代文学）
- 山岸徳平（中古文学）
- 山口仲美（中古文学）
- 山下久夫（近世文学）
- 山田孝雄（上代文学、中古文学）
- 山田博光（近代文学）
- 山田有策（近代文学）
- 山本一（中世文学）

ゆ
- 湯地孝（近代文学）

よ
- 葉渭渠（近現代文学）
- 横山青娥（和歌、詩歌）
- 横山泰子（近世文学）
- 吉澤義則（中古文学）
- 吉田幸一（中古文学、中世文学、近世文学、書誌学）
- 吉田精一（近代文学）
- 吉田司雄（近代文学、文化研究）
- 吉田凞生（近代文学）
- 米村みゆき（近現代文学、漫画研究）

### ら行
ら
- 頼桃三郎（近世文学）

り
- 劉岸偉（近代文学、日中比較文学）
- 劉迎（近現代文学）
- 劉建輝（近代文学、日中比較文学）
- 林淑美（近代文学）

る
- バーバラ・ルーシュ（中世文学）
- ジェイ・ルービン（近代文学）

### わ行
わ
- 和田博文（近現代文学、文化史・比較文化）
- 渡辺憲司（近世文学）
- 渡邊澄子（近代文学、女性文学）
- 渡辺昭五（中世文学、仏教文学）
- 渡辺秀夫（中古文学）
- 渡部泰明（中古文学）
- 渡部芳紀（近代文学）
- バートン・ワトソン（日本漢文学、アジア文学）
- 王敏（近代文学、国際日本文学）